# امامزادگان عین و غین (وهن‌آباد)
آرامگاه امامزادگان عین و غین (وهن آباد)، واقع بر یکی از تپه های باستانی معمورین و در شمال وهن‌آباد و واقع در دهستان وهن‌آباد در یک کیلومتری فرودگاه بین‌المللی امام خمینی، در کنار جاده ی رباط کریم-وهن آباد و در نزدیکی آزادراه ۷ (خلیج فارس)  و امروزه در شهرستان رباط‌کریم است.

## درباره امامزادگان
با توجه به شباهت نام این امامزادگان به حروف "ع" و "غ" در الفبای فارسی، در میان مردم مورد توجه و تعجب واقع شده و به همین سبب به شهرت رسیده اند. همچنین این امامزادگان باعث بحث برانگیزی در میان مردم نیز هستند.

### هم نامی
این امامزادگان هم نام با امامزادگان عین و غین ازناو در فاصله ۱۱۰ کیلومتری شمال همدان و نیز ۴۰ کیلومتری شهرستان فامنین، در روستای «ازناو» از دهستان پیشخور در فاصله ۳۰۰ متری جنوب روستا بر روی تپه‌ای محصور در کوهستان و مشرف به روستا و در فاصله‌ی ۲۰ متری از یکدیگر واقع شده‌اند که در تاریخ ۲۱ اردیبهشت ماه ۱۳۷۶ با شمارهٔ ثبت ۱۸۶۷ بعنوان یکی از آثار ملی ایران به ثبت رسیده است.

### سندیت
دقیق مشخص نیست این مکان تاریخی دقیقا چه بوده است اما با توجه به سازه های قدیمی بقعه ی اصلی، قدمتی چندصدساله دارد.
بنا بر سندی از کتابی خطی ( که در سر در ورودی بارگاه پس از بازسازی اخیر نصب شده)مربوط به نسب سادات در کتابخانه ی آستان قدس رضوی که به تازگی در تحقیقات یافته شده است احتمال می دهند این دو از فرزندان سجاد، امام چهارم شیعیان باشند که در این منطقه ساکن شدند.
احتمال دیگری که مطرح شده بود، این است که همانند امامزادگان ازناو،  این دو "عین الشرف و عز الشرف" از مروجان و دانشمندان شیعی در هستند که با ۱۳ واسطه به حسن مجتبی، دومین امام شیعیان می رسند که در مسیر شهرری کشته شدند و به مرور زمان نام آن ها بر روی سنگ قبر به عین و غین تغییر یافته است. ابوالفضل بیهقی در کتاب خود نام این دو نفر را به عنوان افراد شایسته آورده است.
برخی از افراد محلی قدیمی نیز با توجه به رمزی بودن نام این امامزاده ها، احتمال داده اند که ممکن است که این دو در زمان حاکمیت مخالفان اهل بیت، توسط مردم محلی پناه داده شده و برای مخفی ماندن نام آن دو به اسم رمزی روی آوردند.

## موقعیت
این امامزاده برای روستای وهن‌آباد است و در تقسیمات ارضی قدیم جزو بخش فشافویه ی شهرری به شمار می آمد.
در جنوب بارگاه، می توان روستای وهن آباد و بخش اصلی فرودگاه بین‌المللی امام خمینی (شامل برج مراقبت، باند و سازه فرودگاه) را دید. در بخش شمالی هم مسیر قطار و راه آهن کشیده شده.

## تاریخچه بقعه
با توجه به گنبد فیروزه ای به صورت مخروطی در بنای سابق و شیوه معماری سده ی هشتم قمری، بنای قدیمی روی امامزاده ممکن است برای دوران سلجوقیان یا ایلخانیان بوده است که در بازسازی سازمان اوقاف و امور خیریه تخریب شده است. در بازسازی های اخیر توسط سازمان اوقاف و مسئولین طرح بازسازی در سال ۱۳۹۵، بنای قدیمی به‌طور زیادی تخریب شد اما هنوز برخی از آن سازه ها همچنان وجود دارند. مقداری زیادی از خاک تپه  نیزدر طی چندسال جابه‌جا شد و مقدار زیادی خاک و سنگ از سایر نقاط بر روی تپه ریختند که تپه از حالت اولیه خارج و بزرگتر از سابق شود که این رخداد باعث شد نوع خاک روی تپه عوض شود و بسیاری از قبرهای تاریخی نیز در این میان از بین برود.
محیط اطراف بقعه بر روی تپه باستانی معمورین قرار گرفته است که در تاریخ ۲۷ دی ۱۳۷۷ با شمارهٔ ثبت ۲۲۶۰ به‌عنوان یکی از آثار ملی ایران به ثبت رسیده است.
بنا به کتاب بقاع متبرکه ایران ، بنای سابق، یک گنبد فیروزه ای بسیار قدیمی مخروطی (تقریبا همانند گنبد موزه مولوی در شهر قونیه ترکیه) داشت که بر بالای بقعه قرار داشته و یک اتاقک بوده که در سال ۱۳۷۷ خورشیدی توسط فردی نیکوکار به نام رمضان لطیفیان، به دور بقعه ساخته شد. در ماجرای ساخت و ساز امامزادگان جعلی پس از انقلاب ۱۳۵۷، در برخی گزارش های خبری مانند گزارش مجتبی پورمحسن درباره فساد گسترده در سازمان اوقاف برای ایران اینترنشنال مدعی شدند که این بارگاه جزو امامزاده های ساختگی و جعلی در سالیان اخیر است.

## مدفونان سرشناس
آستان امامزادگان عین و غین یک قبرستان تاریخی بوده است که در آن بیشتر افراد محلی به خاک سپرده می شدند.
- حیدر لطیفیان، از هواداران مشروطه و از فرماندهان جبهه خاورمیانه جنگ جهانی اول در نبرد تاریخی رباط‌کریم
- نصرت الله لطیفیان، از تک تیراندازان سرشناس ارتش ایران در عملیات ماهشهر[۱۶][۱۷]
- محمدرضا علی غنی، از کشته شدگان عملیات مسلم بن عقیل در سومار [۱۸][۱۹][۲۰]
- گلزار شهدای جنگ ایران و عراق وهن آباد[۲۱][۲۲][۲۳]